# (2618) Coonabarabran
(2618) Coonabarabran (1979 MX2; 1975 VP6; 1975 XS3) ist ein  ungefähr zwölf Kilometer großer Asteroid des äußeren Hauptgürtels, der am 25. Juni 1979 von den US-amerikanischen Astronomen Schelte John Bus und Eleanor Helin am Siding-Spring-Observatorium in der Nähe von Coonabarabran, New South Wales in Australien (IAU-Code 260) entdeckt wurde. Er gehört zur Eos-Familie, einer Gruppe von Asteroiden, die nach (221) Eos benannt ist.

## Benennung
(2618) Coonabarabran wurde nach der australischen Stadt Coonabarabran benannt, in der sich das Siding-Spring-Observatorium befindet, an dem der Asteroid entdeckt wurde.